# Koloniale Abhandlungen

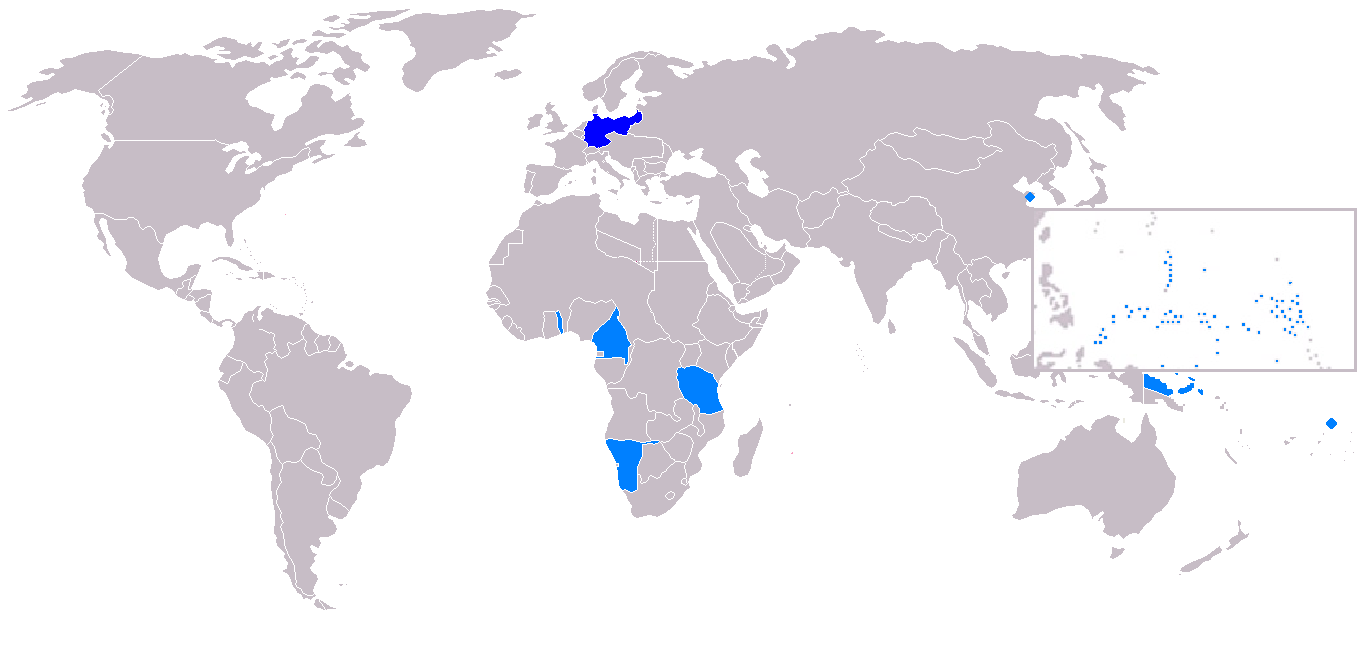
Deutschland und sein Kolonialreich 1914:
Deutsches Kaiserreich
Deutsche Kolonien

Koloniale Abhandlungen ist eine deutsche monografische Reihe, die in Berlin beim Verlag Wilhelm Süsserott, dem Hofbuchhändler des Großherzogs von Mecklenburg-Schwerin, erschien und sich mit kolonialen Fragen beschäftigte. Die Reihe erschien von 1905 bis 1919.

## Übersicht
| Nummer | Titel | Autor                                                 | Erscheinungsjahr |
| ------ | --- | ----------------------------------------------------- | ---------------- |
| 1      | Die Nation der Bastards | Maximilian Bayer                                      | 1906             |
| 2      | Die Schulen in unseren Kolonien | Wilhelm Lattmann                                      | 1907             |
| 3      | Die wirtschaftliche Entwicklung Deutsch-Ostafrikas 1885–1905 | Karl Most                                             | 1906             |
| 4      | Die Wahrheit über die Heidenmission und ihre Gegner: Vortrag gehalten am 9. Oktober 1904 im Frommelhaus zu Karlsruhe | J. Scholze                                            | 1905             |
| 5      | Die Schafwolle im Hinblick auf die Schaf- und Ziegenzucht in Deutsch-Südwestafrika: ein Beitrag zur Kenntnis unserer Kolonien | F. Schultz                                            | 1906             |
| 6      | Der Äthiopismus in Süd-Afrika | Karl Axenfeld                                         | 1907             |
| 7      | Die großen Epochen der neuzeitlichen Kolonialgeschichte: erweiterter Vortrag, gehalten im Institut für Meereskunde an der Universität Berlin am 29. November 1906 | Ernst Levy von Halle                                  | 1907             |
| 8/9    | Deutsch-Ost-Afrika | Wilhelm Schwarze                                      | 1907             |
| 10     | Kaufmännische Mitarbeit an der Kolonialbetätigung: Vortrag, gehalten in der 33. Vollversammlung des deutschen Handelstages am 9. April 1907 | August Werner                                         | 1907             |
| 11     | Die Viehzucht in Afrika | Detmar Kürchhoff                                      | 1907             |
| 12     | Die Siedlung am Kilimandjaro und Meru | Emil Theodor Förster                                  | 1907             |
| 13/14  | Die Bedeutung der Alkoholfrage für unsere Kolonien | Max Fiebig                                            | 1908             |
| 15     | Die Kulturfähigkeit des Negers und die Erziehungsaufgaben der Kulturnationen | Alexander Lion                                        | 1908             |
| 16     | Kann die weiße Rasse sich in den Tropen akklimatisieren? | H. Sunder                                             | 1908             |
| 17/18  | Die rechtliche Natur der Konzessionen und Schutzbriefe in den deutschen Schutzgebieten | Kurt Romberg                                          | 1908             |
| 19/20  | Fürst Bismarcks kolonialpolitische Initiative | Oskar Canstatt                                        | 1908             |
| 21/22  | Die Auswanderung nach den deutschen Kolonien : unter Berücksichtigung der wirtschaftlichen und klimatischen Verhältnisse; eine kolonialwirtschaftliche Studie unter besonderer Zugrundelegung amtlicher und halbamtlicher Veröffentlichungen (mit Angaben über Auskunftsstellen, Rentabilitätsberechnungen &c.) | Matthias Deeken                                       | 1908             |
| 23     | Kleinsiedelung: Vortrag im Evangel. Arbeiterverein zu Dresden (Südgruppe); ein Beitrag zur Besiedelungsfrage in den deutschen Schutzgebieten | M. Hans Klössel                                       | 1908             |
| 24     | England als Weltmacht im zwanzigsten Jahrhundert | Harbart                                               | 1909             |
| 25     | Adolf Lüderitz: eine biographische Skizze nebst Veröffentlichung einiger bisher unbekannter Briefe | Hubert Henoch                                         | 1909             |
| 26     | Die Arbeiterfrage in der deutschen Südsee: eine wirtschaftlich-juristische Kolonialstudie | Emanuel Backhaus                                      | 1909             |
| 27/28  | Die wirtschaftsgeographischen und politischen Verhältnisse des Caprivizipfels | Franz Seiner                                          | 1909             |
| 29     | Rationelle Straußenzucht in Süd-Afrika | Hans Berthold                                         | 1909             |
| 30     | Baumwollbau in deutschen Kolonien | Moritz Schanz                                         | 1909             |
| 31     | Deutsche Bauernkolonien in Russland: ein Beitrag zur Orientierung über ihren Zustand und über die Rückwandrer-Bewegung | Adolf Lane                                            | 1910             |
| 31     | Welche Aussichten bieten sich den Deutschen in Südamerika? | Alexander Backhaus                                    | 1911             |
| 32/33  | Marmorfunde in Deutsch-Südwestafrika und zwar in Swakopmund, Sphinx, Navachab, Habis, Karibib, Kubas | Florian Hagen                                         | 1910             |
| 34/35  | Indiens Stellung im britischen Weltreich: ein Vortrag | George Curzon of Kedleston                            | 1910             |
| 36/37  | Über die Düngungsfrage in den deutschen Kolonien | Paul Vageler                                          | 1911             |
| 38     | Die Auswanderung von Frauen und Kindern in die britischen Kolonien | Philalethes Kuhn                                      | 1911             |
| 39/41  | Entwurf eines Schutzgebietsgesetzes nebst Begründung | Kurt Romberg                                          | 1911             |
| 42/46  | Die Leistungen der Regierung in der südwestafrikanischen Land- und Minenfrage | Paul Leutwein                                         | 1911             |
| 47/50  | Ackerbau in Deutsch-Südwestafrika: das Trockenfarmen und seine Anwendung in D.S.W.A. | Arthur Golf                                           | 1911             |
| 51     | Welche Aussichten bieten sich den Deutschen in Südamerika? | Alexander Backhaus                                    | 1919             |
| 52/56  | Die volkswirtschaftliche Entwicklungstendenz in Egypten und im englisch-egyptischen Sudan | Carl Pyritz                                           | 1912             |
| 57/60  | Bericht über die Arbeiten der Wildschutz-Kommission der Deutschen Kolonial-Gesellschaft | Deutsche Kolonialgesellschaft / Wildschutz-Kommission | 1912             |
| 61/63  | Das heutige Indien: Grundlagen und Probleme der britisch-indischen Herrschaft ; nach Studien und Beobachtungen während der Indien-Reise ... des Kronprinzen des Deutschen Reiches und von Preussen ; Vortrag, gehalten in der Allgemeinen Sitzung der Gesellschaft für Erdkunde zu Berlin vom 9. Juni 1911      | Georg Wegener                                         | 1912             |
| 64/65  | Wie erzieht man am besten den Neger zur Plantagenarbeit? | Alexander Merensky                                    | 1912             |
| 66     | Die Ausbildung der Kolonialbeamten | Hans Zache                                            | 1912             |
| 67     | Über das Bevölkerungs- und Rassenproblem in den Kolonien <Ein koloniales Programm>; Vortrag gehalten am 31. Oktober 1912 in der Deutschen Kolonial-Gesellschaft, Abt. Westliche Vororte | Hans Ziemann                                          | 1912             |
| 68/69  | Deutsch-Ostafrika und seine weißen und schwarzen Bewohner | Georg von Byern                                       | 1913             |
| 70     | Die Wünschelrute | Bernhard Matuschka                                    | 1913             |
| 71     | Die Rentabilität der Ölpalme | Konrad Löns                                           | 1913             |
| 72/74  | Land und Leute auf den südöstlichen Molukken dem Bismarckarchipel und den Salomon-Inseln | Friedrich Burger                                      | 1913             |
| 75/76  | Wer kann nach Argentinien auswandern? | Siegfried Frh. v. Plotho                              | 1919 (3. Aufl.)  |
| 77/78  | Brasilien: die jüngste Großmacht |                                                       | 1919             |
| 79/80  | Siedlungsmöglichkeiten in Westsibirien | Julius Henning                                        | 1919             |